# Ligue canadienne de hockey
Pour la ligue de hockey sur glace entre 1898 et 1905, voir Ligue canadienne de hockey amateur.
Pour les articles homonymes, voir CHL.

Logo anglophone de la Ligue canadienne de hockey

La Ligue canadienne de hockey ou LCH (en anglais, Canadian Hockey League ou CHL) est la ligue de hockey sur glace junior pour les joueurs âgés de 16 à 20 ans. Dans le système de hockey junior du Canada, il s'agit de la ligue avec le niveau le plus élevé et constitue le niveau junior majeur A tier 1. À partir de septembre 2019, la ligue sera sous le chef d'un premier président à temps plein, Dan MacKenzie.
Contrairement à ce que son nom laisse sous-entendre, la ligue, connue sous le sigle LCH, n'est pas uniquement constituée de clubs de hockey du Canada. En effet, la LCH regroupe trois ligues régionales que sont la Ligue de hockey junior Maritimes Québec (LHJMQ), la Ligue de hockey de l'Ontario (LHO) et la Ligue de hockey de l'Ouest (LHOu). Elle compte ainsi soixante équipes basées dans neuf provinces canadiennes et quatre États des États-Unis.
Les trois équipes remportant les séries éliminatoires des ligues régionales jouent un tournoi final chez une équipe invitée pour la coupe Memorial.

## Organisation de la LCH

### Règlements

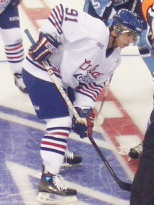
John Tavares joue son premier match dans la LHO à l'âge de 15 ans et trois jours.

La LCH limite actuellement à trois joueurs âgés de 20 ans ou plus, par équipe, tandis que quatre jeunes de 16 ans sont autorisés. Auparavant les joueurs de quinze ans étaient autorisés à jouer un nombre limité de matchs par saison au niveau de la LCH, ils sont désormais autorisés à jouer uniquement s'ils sont jugées exceptionnels par la LCH. Le premier joueur qualifié en vertu de cette règle est John Tavares. Les équipes de la LCH sont également limitées à deux étrangers.
Les joueurs des équipes de la LCH sont considérés comme des professionnels par la NCAA : ainsi tout joueur qui joue à un jeu au niveau junior majeur perd son admissibilité à jouer pour les universités américaines. Ils conservent toutefois leur éligibilité pour les universités canadiennes et les trois ligues ont des programmes en place pour accorder des bourses pour tout joueur qui joue dans ces ligues, à condition qu'il ne devienne pas professionnel une fois sa carrière junior terminée.
Chacune des ligues qui composent la LCH, la Ligue de hockey junior Maritimes Québec, la Ligue de hockey de l'Ouest et la Ligue de hockey de l'Ontario, organise chaque année des saisons de compétition. Ces saisons sont composées d'une phase de saison régulière à proprement parler, phase où toutes les équipes se rencontrent plus ou moins souvent en fonction des divisions et également une phase de séries éliminatoires.

### Les équipes
Les soixante équipes constituant la LCH sont réparties entre le Canada et les États-Unis et la répartition par ligue est la suivante :
- la Ligue de hockey de l'Ouest avec vingt-deux clubs basés en Colombie-Britannique, Alberta, Saskatchewan, Manitoba mais également dans l'État de Washington et l'Oregon[2].
- la Ligue de hockey de l'Ontario avec vingt équipes de l'Ontario, le Michigan et la Pennsylvanie[3].
- la Ligue de hockey junior Maritimes Québec avec dix-huit clubs venant des provinces du Québec, du Nouveau-Brunswick, de la Nouvelle-Écosse, de l'Île-du-Prince-Édouard[4].

En 2008, les Fog Devils de Saint-Jean sont déménagés à Montréal pour devenir le Club de hockey junior de Montréal, laissant la province de Terre-Neuve-et-Labrador sans aucun représentant dans la LCH. Il est à noter que l'équipe du junior de Montréal a été relocalisée en 2011 à Boisbriand pour devenir l'Armada.

## Grandes dates annuelles
La LCH organise un certain nombre d'événements chaque saison dont le plus important est la Coupe Memorial, coupe sacrant la meilleure équipe junior du circuit toutes ligues régionales confondues.

### La Coupe Memorial

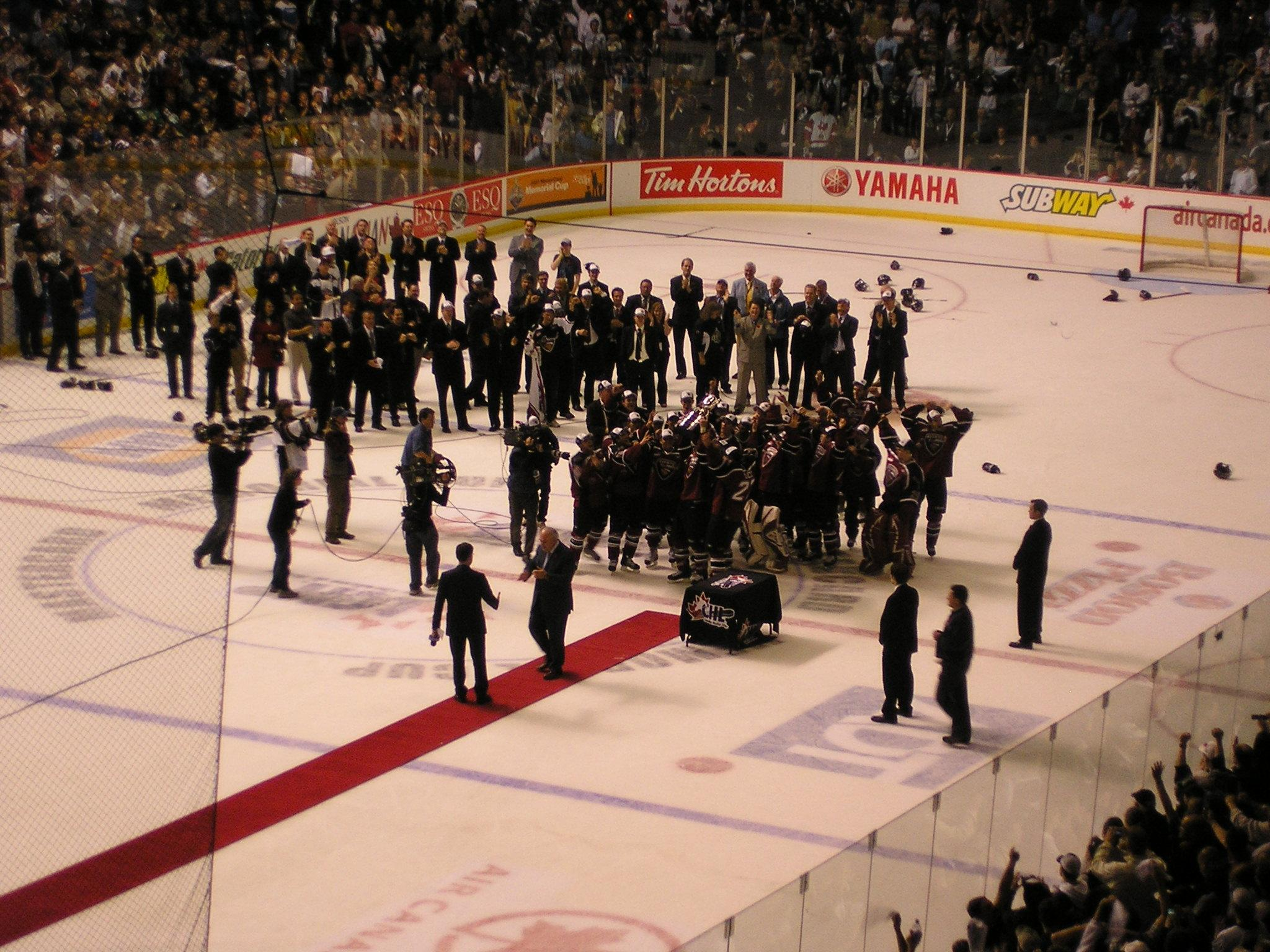
Photographie de la victoire des Giants de Vancouver lors de la Coupe Memorial 2007.

La Coupe Memorial est un trophée qui existe au Canada depuis 1919. Elle récompensait à l'époque la meilleure équipe de hockey du Canada entre les associations de l'est et de l'ouest du pays et était remise par l'Association de hockey de l'Ontario, aujourd'hui LHO. Depuis 1983, l'équipe qui représente la ville hôte du tournoi participe également au tournoi en plus des trois équipes championnes des séries de leur ligue régionale. Si la ville hôte est également championne de sa ligue, l'équipe finaliste de cette ligue est alors invitée comme quatrième équipe.

### Le match desprospects
Le match des prospects est une rencontre annuelle regroupant quarante des meilleurs espoirs de la ligue qui ont prévu de participer au repêchage de la Ligue nationale de hockey. La rencontre est généralement suivie par les directeurs généraux et les recruteurs des franchise de la LNH.

### Les challenges contre les Russes
Depuis 2003, une série de rencontres a lieu entre certains joueurs de la LCH et une sélection des meilleurs joueurs juniors de Russie. La série porte le nom de Subway Super Series depuis 2009 et portait avant le nom d'ADT Canada-Russia Challenge. La sélection russe joue alors deux matchs contre une sélection de chaque ligue soit un total de six matchs par année, fin novembre.
| Équipe                 | PJ | V  | D  | DP | BP | BC  |
| ---------------------- | -- | -- | -- | -- | -- | --- |
| Sélection russe        | 42 | 6  | 36 | 0  | 91 | 194 |
| Sélections de la LHO   | 14 | 14 | 0  | 0  | 66 | 24  |
| Sélections de la LHOu  | 14 | 13 | 1  | 0  | 65 | 21  |
| Sélections de la LHJMQ | 14 | 9  | 3  | 2  | 63 | 46  |

## Repêchages

### Repêchage bantam et midget
Des repêchages sont organisés chaque année au sein de la LCH pour permettre à des joueurs de 15 ans ou moins qui ont fini de concourir dans les ligues bantam ou midget en Amérique du Nord, de faire leur entrée dans les équipes de hockey sur glace de niveau junior majeur. Ces repêchages d'entrée, qui se déroulent généralement pendant la première semaine de mai, sont la première phase du repêchage annuel. Les trois ligues junior majeur A tiers 1 du Canada, reliées à la LCH, effectuent chacune de son côté cette première phase.

### Repêchage d'importation
Le repêchage d'importation, ou repêchage européen car la majorité des joueurs sélectionnés dans ces repêchages sont européens, est la deuxième phase du repêchage et se veut un événement annuel dans lequel chaque équipe de la LCH a le droit de sélectionner un maximum de deux joueurs qui évoluent dans des ligues juniors ou mineures hors Amérique du Nord. À l'occasion de cette phase, les trois ligues se réunissent pour effectuer le repêchage.

## Trophées
Comme de nombreuses ligues, la LCH décerne un certain nombre de trophées, que ce soit des trophées annuels, mensuels ou même hebdomadaires.
Parmi les trophées annuels, certains récompensent des joueurs ou entraîneurs pour l'ensemble des saisons régulières alors que d'autres sont remis aux meilleurs joueurs ou entraîneurs de la Coupe Memorial.